# Jochen Borchert
Jochen Borchert (ur. 25 kwietnia 1940 w Nahrstedt) – niemiecki polityk, rolnik i ekonomista, działacz Unii Chrześcijańsko-Demokratycznej (CDU), poseł do Bundestagu, w latach 1993–1998 minister rolnictwa, polityki żywnościowej i leśnictwa.

## Życiorys
Kształcił się w zakresie nauk rolniczych, w 1974 ukończył studia ekonomiczne na Ruhr-Universität Bochum. Pracował w rolnictwie, działał w organizacjach branżowych, m.in. w latach 1968–1970 był wiceprzewodniczącym organizacji młodych rolników BDL. Od 1973 do 1984 kierował jednym z oddziałów regionalnego stowarzyszenia rolników i leśników Westfälisch-Lippischer Landwirtschaftsverband, a od 1979 do 1983 pełnił funkcję wiceprzewodniczącego tej organizacji.
Od 1965 członek Unii Chrześcijańsko-Demokratycznej, działał także w jej młodzieżówce Junge Union. Od 1977 do 2000 przewodniczył CDU w Bochum, w latach 1976–1981 był radnym miejskim. W 1980 po raz pierwszy uzyskał mandat posła do Bundestagu. Z powodzeniem ubiegał się o reelekcję w wyborach w 1983, 1987, 1990, 1994, 1998, 2002 i 2005, zasiadając w niższej izbie niemieckiego parlamentu do 2009. Od 1989 do 1993 był rzecznikiem prasowym frakcji deputowanych CDU/CSU. W latach 1993–2003 stał na czele Evangelischer Arbeitskreis, afiliowanej przy partiach chadeckich organizacji zrzeszającej protestantów.
21 stycznia 1993 dołączył do czwartego rządu Helmuta Kohla jako minister rolnictwa, polityki żywnościowej i leśnictwa. Stanowisko to zajmował również w kolejnym gabinecie tego kanclerza do 27 października 1998.